# شرح عقود الجمان
شرح عقود الجمان هو كتاب في علم البلاغة ألفه العالم المتبحر جلال الدين السيوطي وشمل الكتاب فنون البلاغة الثلاث وهي البيان والمعاني والبديع. الكتاب شرح لألفية ألفها السيوطي أيضا وقام بشرحها في هذا الكتاب بشكل مختصر كما صرح بذلك في مقدمة الكتاب 
والألفية هذه نظم لكتاب التلخيص تأليف القاضي محمد بن عبد الرحمن القزويني وهو كتاب في علم البلاغة قال السيوطي في هذه الألفية: 
وهي على بحر الرجز، وإن كان حدث بعض الهنات من خروجه على بحر الرجز في أبيات أشرت إليها في مكانها؛ مثل قوله:
كالْكَرِيمِ مُكْثِرِ الرَّمَادِ
وقد نظَم هذه المنظومة الجامعة - لله درُّه - في يومين اثنين.
وقد اشتهر السيوطي بجودة النظم؛ بل هو مِن أبرع الناظمين في زمانه؛ فقد نظم في أغلب فنون الآلة، ولم يختر إلا الكتب المهمة الأجمع في كل فن، وما عليه اعتماد المتأخرين:
- في علم النحو: نَظَمَ ألفية سماها: وشَرَحها في كتاب سماه "المطالع السعيدة"، وهو مطبوع؛ ولكنها لم تشتهر كما اشتهرت ألفية ابن مالك، وعلى الأخيرة الاعتماد. ومِن المعلوم أن حفظ المتون يُرَسِّخ العلم في ذهن الطالب، ويبني طالب العلم بناء محكمًا.